# Danny Noppert
Danny Noppert (Joure, 1990. december 31. –) holland dartsjátékos. 2012-től 2018-ig a British Darts Organisation, majd 2018-tól a Professional Darts Corporation tagja. 2017-ben világbajnoki döntőt játszott a BDO-nál, 2022-ben UK Open-t nyert a PDC-nél. Beceneve "The Freeze". 

## Pályafutása

### BDO
Noppert 2012-ben kezdte karrierjét a British Darts Organisation szervezeténél. Az első két évében először a 2013-as World Masters-re tudta magát kvalifikálni, ahol a negyeddöntőig sikerült eljutnia. Ebben az évben a Zuiderduin Masters-en is részt vett, amelyen a csoportkör után búcsúzni kényszerült. 2015-ben már elődöntőt játszott a Zuiderduin Masters-en, de ott alulmaradt Martin Adams-szel szemben. 
2016-ban részt vett a BDO által szervezett Scottish Open tornán, melyet megnyert, így ez volt az első tornagyőzelme BDO-nál. Az év végén a harmadik helyére sikerült felküzdenie magát a BDO világranglistáján, így 2017-ben részt vehetett első világbajnokságán a BDO-nál. Emellett részt vehetett a 2016-os Grand Slam of Darts tornán, amelyen a BDO legjobb játékosai is részt vesznek a PDC-sek mellett. Noppertnek ezen a tornán sikerült eljutnia a legjobb 16-ig, ahol a kétszeres PDC világbajnok Gary Anderson ellen esett ki végül. 
Miután Noppert a 2017-es BDO-világbajnokságot a harmadik helyen kiemeltként kezdte meg, a tornán is sikerült jó teljesítményt nyújtania és sikerült eljutnia a torna fináléjáig. A döntőben az angol Glen Durrant volt az ellenfele, akit már nem sikerült legyőznie és végül 7–3-ra alulmaradt az angollal szemben. 2017-ben Noppert megszerezte első nagytorna-győzelmét a BDO-nál, amelyet a Finder Masters-en (korábban Zuiderduin Masters) ért el. A torna döntőjében 5–3-ra verte a walesi Jim Williamst.
A következő a világbajnokság már kevésbé sikerült jól a holland számára, mivel már a második körben összekerült a későbbi döntős Mark McGeeney-vel, akitől végül 4–1-es vereséget szenvedett.
A világbajnokság után Noppert elhagyta a BDO-t és a PDC-nél folytatta pályafutását.

### PDC
Noppert miután átjött a PDC-hez, részt vett a PDC Qualifyng School tornán, ahol megszerezte a versenyeken való induláshoz szükséges Tour Card-ot. Az év során részt vett a World Grand Prix-n (legjobb 32-ig jutott), a UK Open-en (legjobb 96-ig jutott), az Európa-bajnokságon (legjobb 32-ig jutott), valamint a Players Championship Finals-ön is, ahol egészen a negyeddöntőig sikerült eljutnia. Noppert a Pro Tour ranglista első helyén végzett ebben az évben, így rögtön első évében kvalifikálni tudta magát a világbajnokságra.

## Világbajnoki szereplései

### BDO
- 2017: Döntő (vereség  Glen Durrant ellen 3–7)
- 2018: Második kör (vereség  Mark McGeeney ellen 1–4)

### PDC
- 2019: Második kör (vereség  Max Hopp ellen 0–3)
- 2020: Harmadik kör (vereség  Kim Huybrechts ellen 2–4)
- 2021: Harmadik kör (vereség  Dave Chisnall ellen 2–4)
- 2022: Harmadik kör (vereség  Ryan Searle ellen 2–4)
- 2023: Harmadik kör (vereség  Alan Soutar ellen 2–4)
- 2024: Második kör (vereség  Scott Williams ellen 0–3)
- 2025: Második kör (vereség  Ryan Joyce ellen 1–3)

## Döntői

### BDO nagytornák: 2 döntős szereplés
| Történet                 |
| BDO Világbajnokság (0–1) |
| Zuiderduin Masters (1–0) |

| Eredmény | Sorszám | Év   | Bajnokság          | Ellenfél a döntőben | Pontok   |
| Döntős   | 1.      | 2017 | BDO Világbajnokság | Glen Durrant        | 3–7 (sz) |
| Győztes  | 1.      | 2017 | Zuiderduin Masters | Jim Williams        | 5–3 (sz) |

### PDC nagytornák: 1 döntős szereplés
| Történet      |
| UK Open (1–0) |

| Eredmény | Sorszám | Év   | Bajnokság        | Ellenfél a döntőben | Pontok    |
| Győztes  | 1.      | 2022 | World Grand Prix | Michael Smith       | 11–10 (l) |

### PDC World Series of Darts tornák: 1 döntős szereplés
| Történet                           |
| World Series of Darts Finals (0–1) |

| Eredmény | Sorszám | Év   | Bajnokság                    | Ellenfél a döntőben | Pontok   |
| Döntős   | 1.      | 2019 | World Series of Darts Finals | Michael van Gerwen  | 2–11 (l) |

1. 1 2 3  (l) = pontszám legekben, (sz) = pontszám szettekben.

## További tornagyőzelmei
| Players Championships - Players Championship (BAR): 2022, 2023 (x2) - Players Championship (DUB): 2018 - Players Championship (LEI): 2024 | - Den Haag Open: 2016 - German Open: 2016 - Scottish Open: 2016 - Masters of Waregem: 2016 |